# Meydan-Moschee
Die Meydan-Moschee (persisch مسجد میدان Masdsched e Meydan, IPA:  [mæsd͡ʒɛd ɛ mɛjdɑn]) ist eine historische Moschee in der iranischen Stadt Kaschan an der Südseite des Sang-e-Ghadimi-Platzes neben dem Basar von Kaschan. Sie zählt zu den ältesten Bauten der Stadt. Der ursprüngliche Bau stammt wahrscheinlich aus der Seldschuken-Ära, während der Mongoleninvasion wurde sie zerstört und unter Chadsche Emad ed-Din aufgebaut und repariert. Eine Inschrift im alten Mihrab vermerkt den Bau durch Hassan ebn-e Arabschah für 623 Hidschri (1226 n. Ch.). Der Mihrab wurde im 20. Jahrhundert abgebaut und im Museum für Islamische Kunst in Berlin aufbewahrt.
Jane Dieulafoy beschreibt den Mehrab wie folgende:
"Die Meydan/Moschee ist ein geräumiger Bau mit einer geeigneten architektonischen Bautechnik, aber ihr charakteristisches Merkmal im Vergleich mit anderen ähnlichen Bauten ist ihr erlesener Mihrab, der mit großartigen metallisch reflektierenden Keramikfliesen bedeckt wurde. In Bezug auf die hohe Qualität der Keramikfliesen sind sie ähnlich den Keramikfliesen im Imamzade Yahya in Varamin."
Abd ol-Ghaffar Nadschm od-Dole sah gut im Jahre 1882 die Zukunft des Mihrabs wie folgende vorher:
"Die erhabenen Keramikfliesen, die ich im Mihrab der Meydan-Moschee sah, sind beeindruckend und sehenswert. Die Europäer werden sie für mindestens 2000 Toman kaufen und mitnehmen, sobald sie eine Gelegenheit bekommen."
Die Moschee hatte in ihrer Blütezeit hohe Iwane, einen sehenswerten inneren Kuppelraum, einen großen Hof, Schabestan und eine Houz-Halle, gleichwohl wurden trotz vieler Reparaturen die meisten Teile der Moschee zerstört. Die Moschee hatte eine besondere soziale und politische Bedeutung, was zahlreiche auf das Portal geschriebene Anordnungen belegen, die von der Qara-Qoyunlu-Ära (15. Jahrhundert) bis in die Kadscharen-Ära (19. Jahrhundert) reichen. Es handelt sich um Richtlinien, Vorschriften und Befehle über den Kauf und Verkauf von Waren und Lebensmitteln zu den jeweils genehmigten Preisen, das Verbot des Glücksspiels sowie weitere Verstöße gegen die Scharia.
Das Portal der Moschee zeichnet sich durch seine ursprüngliche iranische Architekturtechnik aus.
Das ehemalige Minarett aus Stein wurde zum Ende der Safawiden-Ära durch das Erdbeben im Jahre 1778 zerstört.